# فيليب بروسارد
فيليب بروسارد (بالفرنسية: Philippe Broussard)‏ هو صحفي فرنسي، ولد في 20 يونيو 1963 في باريس في فرنسا.